# يوميات وضاح (مسلسل)

عنوان المسلسل يوميات وضاح

يوميات وضاح هو مسلسل تم إنتاجه في السعودية. بدأ عرضه في سنة 1992 على القناة السعودية الاولى. بلغ عدد مواسم المسلسل 1 مواسم، كما بلغ عدد حلقاته 30 حلقة، وتبلغ مدة الحلقة الواحدة 30 دقيقة. وهو من إخراج حمود عوده الشمري ، ومن بطولة فيصل الزبيري واحمد الهذيل وعلي الهويريني وأيمن المديفر ومشعل المطيرى وتركي اليوسف وعماد المديفر وعبد الله المزيني.

## ملخص القصة
تدور أحداث المسلسل في قالب درامي اجتماعي عائلي حول عائلة (وضاح) وما يمر به أفرادها كل يوم من تحديات تقف أمام القيم والأخلاق التي يؤمنون بها ويحاولون الحفاظ عليها.

## الممثلون والشخصيات

### الأبطال
- علي الغامدي . مؤلف
- احمد الهذيل . والد وضاح
- علي الهويريني . العم مرزوق
- فيصل الزبيري . وضاح
- عماد المديفر . راشد
- مشعل المطيري. منصور
- خالد الزبيري . هيثم
- بندر الرويسان. عاصم
- عبدالله أبانمي. ثامر
- ياسر اليامي. سالم
- ثريا المغربي. أم وضاح
- علا بهلول . ميساء

### ضيوف الشرف
- عبد الله المزيني . الشيخ احمد
- عبدالرحمن الرقراق
- تركي اليوسف . عبيد
- محمد نوفلي . أبو فرج
- منصور النهدي

### بالاشتراك مع
- محمد الغامدي
- عبدالله عسيري
- تركي الجريسي . عادل
- خالد الرويسان . زيد
- عبد الرحمن الغامدي
- احمد عوده
- عامر كريم

### المشاركون
- علي الغامدي
- عبد الرحمن القحطاني
- أيمن المديفر
- ماهر الجريسي
- فهد العنزي
- فيصل حزل
- ثامر كريم
- مهند الخميس
- خالد المهيني